# 菊地清
菊地 清（きくち きよし、1946年 - ）は、山形県鶴岡市出身の絵本作家、造形作家。

## 人物・略歴
山形県鶴岡市に生まれる。国学院大学を卒業。1971年よりコピーライター、クリエイティブディレクターとして広告、CM、セールスプロモーションの企画制作を手がける。1988年以降は絵本作家・造形作家として、絵本やポップアップカード、ペーパーアートの実用本創作に重点をおいた活動を続けている。1996年に福島県岩瀬郡鏡石町にアトリエを構え、自然と向き合いながら、木や石、ステンレスなど多彩な素材の造形物をはじめ、立体・平面を問わない自由な創作を心がけている。また、教育施設での親子造形教室、生涯学習教室、カルチャースクール教室での講師やワークショップなどを行っている。長男の菊地研は牧阿佐美バレヱ団所属のプリンシパル。

## 創作コンセプト
絵本はオリジナルの色紙による貼り絵や切り絵、コラージュなど、クラフト的な表現での創作をメインとし、親子が一緒になって「見て・読んで・作って・遊べる」テーマを心がけている。また、日本の文字の多彩な造形美をデザイン化し、漢字やひらがなの形を絵にした独自の『ことばの絵本』は世代を超えて共感を得ている。さらに点字といった、従来、絵本と距離の遠かったテーマを、やさしく楽しめるように工夫を凝らした『点字どうぶつえん』など、新しい絵本の可能性にも積極的に取り組んでいる。グリーティングカードのオリジナルデザインは1000種類を超え、日本の伝統行事、四季の風物詩、花、動物、世界遺産、仏像など、テーマごとに出版物に収録している。

## 主な作品

### 絵本
- 『だいちゃんのぼうけんあいうえお』（1988年 偕成社 ISBN 4-03-330540-8）
- 『おおきくなったらね』（1989年 大日本絵画 ISBN 4-499-20639-1)
- 『どうぶつあいうえおうこく』（1990年　絵本館 ISBN 4-87110-113-4)
- 『俳句えほん』（1990年 あすなろ書房 ISBN 4-7515-1572-1）
- 『ことわざ絵本』 (1990年 あすなろ書房 ISBN 4-7515-1571-3)
- 『なぞかけアイウエオ』（1991年 偕成社 ISBN 4-03-330590-4）
- 『ぽぽんたのたんぽぽ』（1991年 偕成社 ISBN 4-03-330580-7）
- 『狼と七ひきのこやぎ』（1994年 らくだ出版 ISBN 4-89777-177-3 C8776）
- 『パピプペポン』（1994年 佼成出版社 ISBN 4-333-01700-9　C8793）
- 『もじもじぴったり』（1994年 佼成出版社 ISBN 4-333-01699-1 C8793）
- 『サンタのおまじない』（1991年 冨山房 ISBN 978-4572003096）
- 『指文字あそび A・B・C』（1993年 あすなろ書房 ISBN 4-7515-1632-9）
- 『指文字あそび あ・い・う・え・お』（1993年 あすなろ書房 ISBN 4-7515-1631-0）
- 『いちねんのりんご』（1995年 冨山房 ISBN 978-4572003553）
- 『消えてしまった言葉たち』（1995年 木馬書館 ISBN 4-943931-44-8 C0739）
- 『じしゃくパズル トナカイ』（1995年 らくだ出版 ISBN 4-89777-197-8 C8776）
- 『じしゃくパズル ペンギン』（1995年 らくだ出版 ISBN 4-89777-196-X C8776）
- 『点字どうぶつえん』（2000年 同友館 ISBN 978-4496029547）
- 『ひらがなどうぶつえん』（1997年 小峰書店 ISBN 978-4338069243）
- 『あいうえお どうぶつずかん』（2002年 新風舎 ISBN 4-7974-1831-1 C0776）
- 『じどうしゃ』（2008年 らくだ出版 ISBN 978-4897774541）

### 月刊絵本
- 『おてつだいできる』（1991年 すずき出版）
- 『ときどきどきどき』（1993年 すずき出版）
- 『おっぱいぶーちゃん』（1994年 フレーベル館）
- 『ふうせんどこどこ』（1994年 すずき出版）
- 『やさいのゆめ』（1996年 フレーベル館）
- 『はらぺこぺっこん』（1996年 すずき出版）
- 『なみだくんぽろぽろ』（1997年 すずき出版）
- 『いろいろおめめ』（1998年 すずき出版）
- 『まねっこおてて』（2000年 すずき出版）韓国版（2009年）
- 『いろいろおんぶ』（2002年 すずき出版）韓国版（2007年）
- 『まるまるいちにち』（2011年 すずき出版）
- 『おてつだいできるよ』（2012年 すずき出版）
- 『はっぱーまんそらへ』（2016年 すずき出版）
- 『いろいろつぶつぶ』（2020年 すずき出版）

### 実用書
- 『ポップアップグリーティングカード』（1996年 大日本絵画 ISBN 978-4499330558）
- 『ちょっとオシャレなグリーティングカード』（2000年 大日本絵画 ISBN 978-4499330565）
- 『干支を飾るグリーティングカード』（2001年 大日本絵画 ISBN 978-4499330572）
- 『しかけ絵本の基礎知識 実技編1』（2004年 大日本絵画 ISBN 978-4499330589）
- 『紙ワザ工房／平行折りと基本テクニック』（2006年 日貿出版社 ISBN 978-4817080998）
- 『紙ワザ工房②／和のこころを切る・折る』（2006年 日貿出版社 ISBN 978-4817081032）
- 『紙ワザ工房③／動物たちと干支』（2006年 日貿出版社 ISBN 978-4817081124）
- 『紙ワザ工房④／花と木・虫と鳥たち』（2007年 日貿出版社 ISBN 978-4817081254）
- 『紙ワザ工房⑤／童話と物語』（2007年 日貿出版社 ISBN 978-4817081285）
- 『こどもの飛び出すペーパークラフト』（2008年 ブティック社 ISBN 978-4834757330）
- 『気持ちを伝える花の立体カード』（2009年 ブティック社 ISBN 978-4834757576）台湾版（2009年）
- 『紙ワザ建築・世界遺産』（2009年 日貿出版社 ISBN 978-4817081520）
- 『はさみで5分初めての立体カード』（2010年 文化出版局 ISBN 978-4579211135）英語版（2012年）
- 『ポップアップカード入門』（2011年 遊友出版 ISBN 978-4946510472）
- 『楽しさひと工夫 5分で立体カード』（2011年 文化出版局 ISBN 978-4579211401）台湾版（2012年）
- 『紙ワザ仏師　紙の仏像彫刻』（2012年 日貿出版社 ISBN 978-4817081889）
- 『円空さんと遊ぼう』 （2015年 日貿出版社 ISBN 978-4817082060）
- 『紙仏巡礼』（2017年 文化出版局 ISBN 978-4-579-21311-5)

### 文芸書
- 『山頭火と遊ぶ』（2020年 春陽堂書店 ISBN 978-4-394-90367-3)

### 作品収録出版物
- 『中学1年教科書／美術1つくり出す喜び』（1993年日本文教出版社）
- 『小学4年教科書 ／小学生の国語』(2011年三省堂）
- 『小学4年教科書／小学校国語』（2020年学校図書）
- 『小学国語　四下／ひろがる言葉』（2020教育出版）
- 『図説ことわざ辞典』（2009年 東京書籍）
- 『3-D GRAPHICS』（1994年 ピエ・ブックス）
- 『PROMOTIONAL GREETING CARDS』（1995年 ピエ・ブックス）

### 各種デザイン
- 『日本ユニセフ協会 年賀カード』デザイン（2004年～2020年）
- 『東京シティ・バレエ団 ロゴマーク』デザイン
- 『石井清子バレエ研究所 ロゴマーク』デザイン
- 『徳島県阿南市”野球のまち阿南”のロゴマーク』デザイン
- 『福島県鏡石町／鏡石町シンボルマーク、図書館のロゴマーク、町民プールのネーミングとロゴマーク』ほか。

その他、各企業のロゴマークデザイン多数。

### 展覧会
- 『菊地　清　紙ワザ工房展』西武池袋本店 サンイデ―・100IDEESギャラリー（2011年)
- 『菊地　清　全仕事展』矢吹町 ふるさとの森芸術村（2021年）

### オブジェ作品
- 『ひらがなどうぶつえん』同絵本に登場する60匹のひらがな動物をステンレスレーザー加工したキーホルダーなど。
- 『ETOKEI』干支のひらがな文字盤に。『HOTOKEI』12の武将・神将が文字盤に。
- 『海中時計』海の動物が文字盤になった、ステンレス製の掛け時計シリーズ。

- 『小人の妖精木っこりー』小枝の形を活かしたキャラクター。
- 『川の小石の形を活かした、森のふくろう』。
- 『仏像』紙、ステンレス、木（平面、立体）、『インテリア』段ボール（立体）、
- 『遊具タングラム』木（糸ノコ制作）などの オブジェ各種。

### 受賞歴
- 『TCC 東京コピーライターズクラブ新人賞』（1977年）
- 『クリオ賞』（1981年）
- 『雑誌広告賞』（1982年）
- 『第29回装幀コンクール入賞』（1995年）